# Espículas

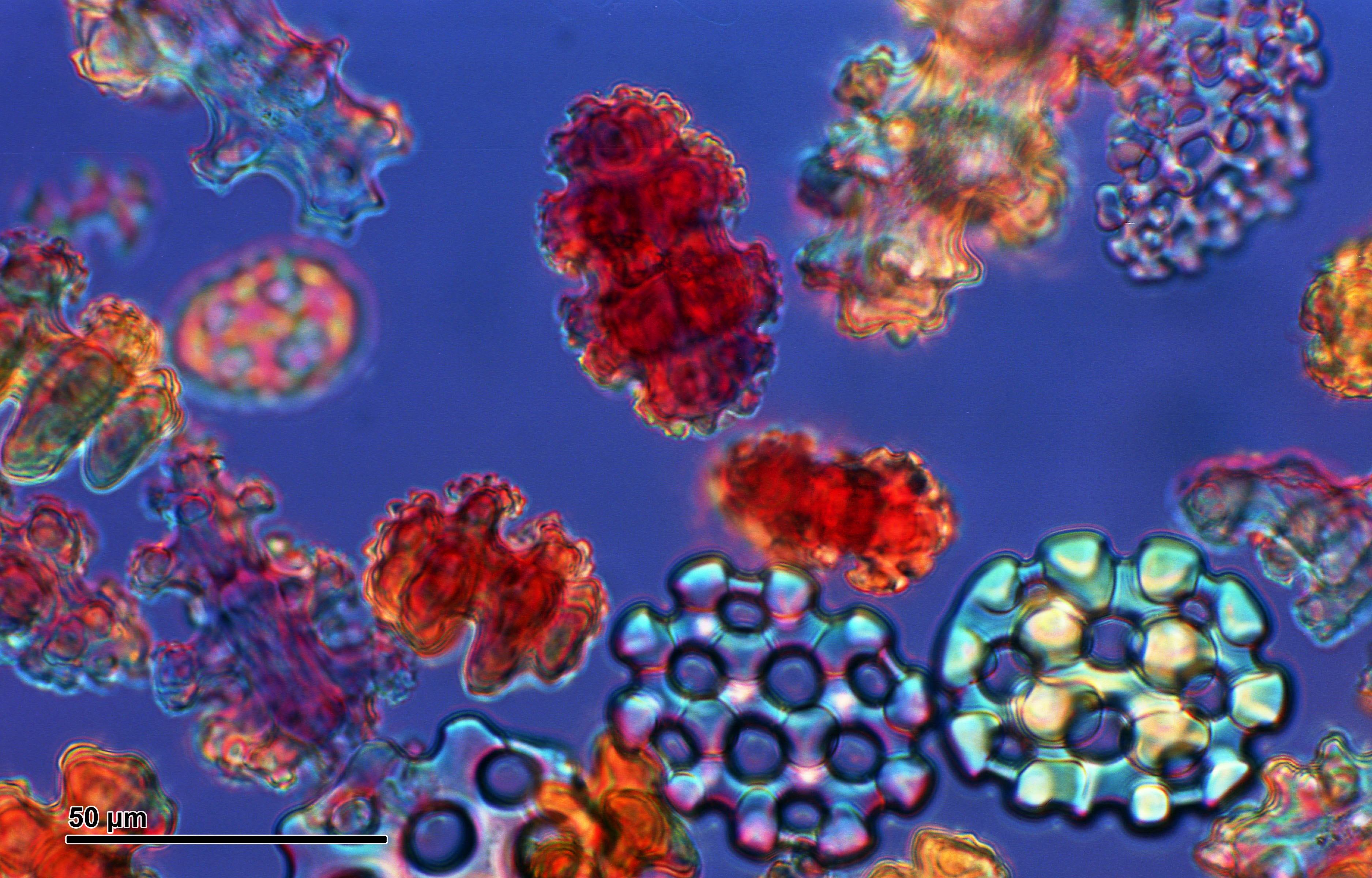
Espículas de esponjas, corais e holoturias.

As espículas são elementos esqueléticos compostos de cálcio ou de sílica, que fazem parte do esqueleto dos poríferos e dos corais macios da subclasse Octocorallia.
Calcarea (Porifera) e Malacalcyonacea (Octocorallia)
- Espículas calcárias. A morfologia destas espículas é pouco variada. São típicas das esponjas calcárias, de algumas gorgônias marinhas do ordem Malacalcyonacea, e do tecido dos corais macios, proporcionando, neste último caso, maior rigidez e consistência às colônias coralinas.

As espículas das esponjas calcárias se formam extracelularmente, e são várias as células responsáveis por formá-las. Logo, se há duas células envolvidas na formação da espícula, ela será linear; se há três, se forma uma espícula com três raios em um mesmo plano, e se quatro células estão envolvidas no trabalho, se forma uma espícula de quatro raios, em forma de tetraedro. Neste caso, as espículas estão formadas por carbonato cálcio (CaCO3) cristalizado, geralmente, em forma de calcita e em exclusivas ocasiões, de aragonita.
|  |  |  |

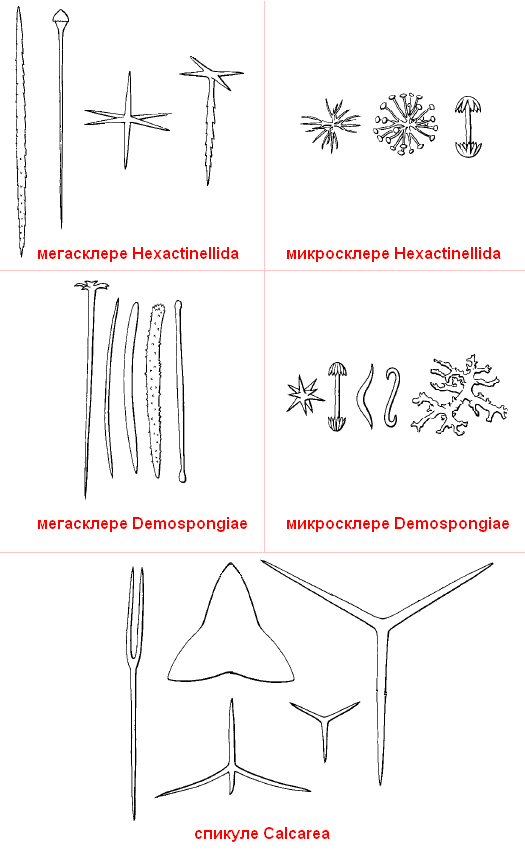
Os tipos de espículas em esponjas marinhas

Demospongiae e Hexactinellida (Porifera)
- Espículas siliciosas. Típicas de Hexactinellida e Demospongiae. Apresentam uma grande variedade de formas e tamanhos. Em geral, podem distinguir-se as megascleras (> 100 μm) e as microscleras (< 100 μm, com mínimo de 3 μm). Formam-se a partir de acúmulos cristalinos de sílicio hidratado (SiO2·H2Ou). Este tipo de espícula se forma no interior de um esclerocito (célula formadora da espícula), a partir de um eixo orgânico, geralmente, proteico. Só há uma célula agindo na fabricação da espícula e ela pode formá-la com seis raios (Hexactinélidos) ou em forma de varetas (algumas Demospongiae, já que outras carecem de esqueleto mineral). As esponjas são os únicos animais que utilizam o silício como material esquelético.